# Emilia de San José
Emilia Chapellín Istúriz, más conocida como la Madre Emilia de San José (Caracas, 7 de diciembre de 1858 - La Guaira, 18 de enero de 1893) fue una religiosa venezolana, considerada venerable por la Iglesia católica. Creó en 1890 la Congregación de las Hermanitas de los Pobres de Maiquetía, la cual es la primera congregación religiosa católica establecida en Venezuela desde 1874, cuando el presidente Antonio Guzmán Blanco las había clausurado. Emilia de San José también fundó y dirigió el Hospital San José de Maiquetía.
Hizo la instauración de la congregación y del hospital con la ayuda del presbítero venezolano Santiago Machado, párroco de la Iglesia San Sebastián de Maiquetía.

## Biografía
Nació en el seno de una familia acomodada. Tuvo su bautismo el 12 de enero de 1859 en la Catedral de Caracas. En 1887 viajó a Curazao para ingresar en la congregación de la Hermanas Terciarias Franciscanas, debido a la inexistencia de comunidades religiosas en Venezuela, pero duró allí solo siete meses, debido a problemas graves de salud.
En 1888 se inscribió en la Pía Asociación de San José en Maiquetía.  f+v 
El 25 de septiembre de 1889 estableció el Hospital San José de Maiquetía, donde se dedicó a tiempo completo a servir a los enfermos. En 1890 fundó la Congregación de las Hermanitas de los Pobres de Maiquetía, con el objetivo de cuidar a los pobres, mendigos, enfermos y desamparados.
El 25 de octubre de 1889 vistió el hábito religioso y el 19 de abril de 1890 hizo su primera profesión.
Pronunció los votos perpetuos el 11 de diciembre de 1892, in articulo mortis. La Madre Emilia murió de tuberculosis el 18 de enero de 1893, luego de haber recibido la comunión. Su tumba se encuentra en el patio interno del Hospital San José de Maiquetía.
El proceso de beatificación empezó el 7 de diciembre de 1957. Fue aprobado el proceso por la Santa Sede el 24 de febrero de 1979. En abril de 1992 se formalizó en Caracas el proceso sobre un milagro atribuido a la Madre Emilia, el cual ocurrió en el Dispensario Padre Machado. El 23 de diciembre de 1993 es declarada venerable por el papa Juan Pablo II.